# Ameiva nodam
Ameiva nodam es un género de lagartos de la familia Teiidae.

## Características
Mide 99,3 mm desde la boca hasta la cloaca. Presenta un color crema sobre un color básico oscuro en las hembras y las poblaciones juveniles.

## Distribución
Se encuentra en el departamento de Cajamarca, en Perú.